# Ivan Tikvicki Pudar
Ivan Tikvicki - Pudar (Subotica, 21. siječnja/31. siječnja/31.siječnja? 1913. – Subotica, 15. prosinca 1990./1991.) sudac Subotica, 1913. - ?) je bio bački hrvatski književnik, a poznat je bio i po svom likovnom radu odnosno slikarstvu. Radio je kao sudac, a slikarstvom se bavio amaterski.
Svojim djelima je ušao u antologiju proze bunjevačkih Hrvata iz 1971., sastavljača Geze Kikića, u izdanju Matice hrvatske.
Značajan je za književnost bačkih Hrvata i utoliko, što je sugerirao književniku Vojislavu Sekelju (kao i Matija Poljaković i Balint Vujkov) neka nastavi pisati poeziju svom hrvatskom narječju, na bačkoj bunjevačkoj ikavici.
Čest je bio gost Ateljea HKPD Matija Gubec Tavankut, posebice pomažući radu Likovnoj sekciji u radu s mladima.
Crtanjem se bavi od gimnazijskih dana, kad mu je crtanje predavao slikar Sava Rajković.
Kao slikar se je prvo crtao portrete, definirajući lik izrazitih karakternih osobina brzim skicoznim crtežem. Stilski je pokazivao lirsko-ekspresionističku tendenciju. Crtanje je dalje razvijao na Kursu figuralnog crtanja gdje su mu predavali András Hangya, Sándor Oláh i Stevan Jenovac. Kolege koji su s njime pohađali tečaj bili su poslije poznata imena subotičkog likovnog života Gábor Almási, Endre Faragó, Ferenc Kalmár, József Kubát, Gustav Matković, Pál Petrik, Imre Sáfrány, Pavle Tikvicki, Károly Tót, Marko Vuković, Imre Winkler.
O Ivanu Tikvickom-Pudaru je 2005. subotički redatelj Rajko Ljubič snimio i dokumentarni film "Sudija i slikar Ivan Tikvicki-Pudar".

## Vanjske poveznice
- Antologija proze bunjevačkih Hrvata  Arhivirana inačica izvorne stranice od 15. travnja 2008. (Wayback Machine)
- Hrvatska riječ  Arhivirana inačica izvorne stranice od 7. ožujka 2008. (Wayback Machine) Nadvladati narodnjačku svijest
- Zvonik[neaktivna poveznica]
- HKPD Matija Gubec  Arhivirana inačica izvorne stranice od 24. listopada 2007. (Wayback Machine) (*.doc datoteka)